# Robert Ettinger
Robert Chester Wilson Ettinger (Atlantic City, Nueva Jersey; 4 de diciembre de 1918-23 de julio de 2011) fue un académico estadounidense, conocido por ser el padre de la criónica debido a la publicación de su libro The Prospect of Immortality. Algunos le consideran también como un pionero del transhumanismo a raíz de su libro de 1972 Man into Superman.
Fundó también el Cryonics Institute así como el relacionado Immortalist Society dirigiendo ambos en calidad de presidente hasta 2003. Tanto su primera como su segunda mujer, así como su madre fueron criopreservadas.
Era hijo de inmigrantes rusos judíos. Fue criopreservado en 2011.

## Algunas publicaciones
- The Prospect of Immortality. 1962, 1964 & demás ediciones posteriores, en línea
- Man Into Superman. 1972 & posteriores ediciones en línea
- Youniverse, nueva edición de 2009 en línea